# ISDN

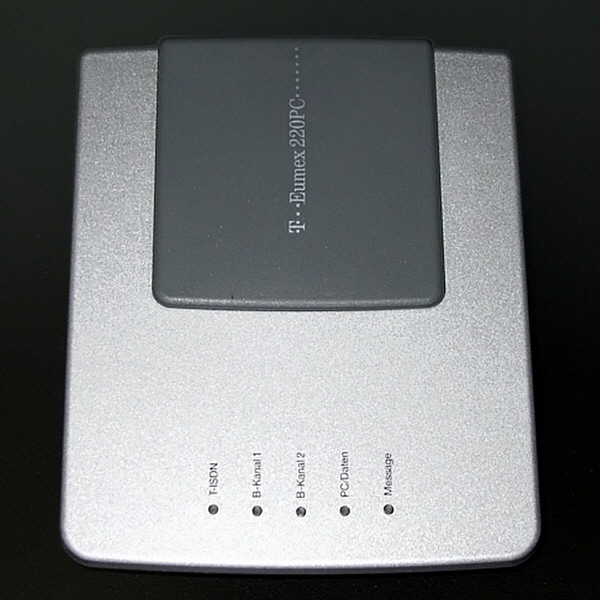
ISDN-модем T-Mobile Eumex 220PC

ISDN (англ. Integrated Services Digital Network) — технология, обеспечивающая передачу цифрового сигнала по телефонным каналам с предоставлением различных услуг.

## Назначение
Основное назначение ISDN — передача данных со скоростью до 64 кбит/с по абонентской проводной линии и обеспечение интегрированных телекоммуникационных услуг (телефон, факс и пр.). Использование для этой цели телефонных проводов имеет два преимущества: они уже существуют и могут использоваться для подачи питания на терминальное оборудование.
Виды обслуживания:

Связь на основе
- коммутации каналов.
- пакетной коммутации.
- коммутации сообщений.

Передача
- телеметрической информации.
- текстовых сообщений.
- факсимиле (текстовых, цветных, речевых)

Также
- Телевидение (включая высокой четкости).
- Связь с подвижными объектами (телефонная, видеотелефонная, факсимильная, передача данных, телеграфная).
- Электронная почта.
- Видеотекст.
- Телефонная конференция.
- Видеоконференция.
- Видеотелефония.
- Передача стерео- и квадрофонических программ.
- Поиск информации на основе интерактивного обмена.
- Передача телегазет.

Выбор 64 кбит/c стандарта определяется следующими соображениями. При полосе частот 4 кГц, согласно теореме Котельникова, частота дискретизации должна быть не ниже 8 кГц. Минимальное число двоичных разрядов для представления результатов стробирования голосового сигнала при условии логарифмического преобразования равно 8. Таким образом, в результате перемножения этих чисел (8 кГц * 8 (число двоичных разрядов) = 64) и получается значение полосы B-канала ISDN, равное 64 кбит/с. Базовая конфигурация каналов имеет вид 2 × B + D = 2 × 64 + 16 = 144 кбит/с. Помимо B-каналов и вспомогательного D-канала, ISDN может предложить и другие каналы с большей пропускной способностью: канал Н0 с полосой 384 кбит/с, Н11 — 1536 кбит/c и Н12 — 1920 кбит/c (реальные скорости цифрового потока). Для первичных каналов (1544 и 2048 кбит/с) полоса D-канала может составлять 64 кбит/с.

## Принцип работы
Для объединения в сети ISDN различных видов трафика используется технология TDM (англ. Time Division Multiplexing, мультиплексирование по времени). Для каждого типа данных выделяется отдельная полоса, которая называется элементарным каналом (или стандартным каналом). Для этой полосы гарантируется фиксированная, согласованная доля полосы пропускания. Выделение полосы происходит после подачи сигнала CALL по отдельному каналу, который называется каналом внеканальной сигнализации.
В стандартах ISDN определяются базовые типы каналов, из которых формируются различные пользовательские интерфейсы.
В большинстве случаев применяются каналы типов B и D.
Из указанных типов каналов формируются интерфейсы, наибольшее распространение получили следующие типы:
| Тип | Полоса       | Описание                                                             |
| --- | ------------ | -------------------------------------------------------------------- |
| A   | —            | Аналоговая телефонная линия, 4 кГц.                                  |
| B   | 64 кбит/с    | Передача данных или 1 телефонная линия (1 поток оцифрованного звука) |
| C   | 8/16 кбит/с  | Передача данных                                                      |
| D   | 16/64 кбит/с | Канал внеканальной сигнализации (управление другими каналами)        |
| E   | 64 кбит/с    | Внутренняя сигнализация ISDN                                         |
| H0  | 384 кбит/с   | Передача данных                                                      |
| H10 | 1472 кбит/с  | Передача данных                                                      |
| H11 | 1536 кбит/с  | Передача данных                                                      |
| H12 | 1920 кбит/с  | Передача данных                                                      |

## Интерфейс базового уровня
Интерфейс базового уровня (англ. Basic Rate Interface, BRI) — предоставляет для связи аппаратуры абонента и ISDN-станции два B-канала и один D-канал. Интерфейс базового уровня описывается формулой 2B+D. В стандартном режиме работы BRI могут быть одновременно использованы оба B-канала (например, один для передачи данных, другой для передачи голоса) или один из них. При одновременной работе каналов они могут обеспечивать соединение с разными абонентами. Максимальная скорость передачи данных для BRI интерфейса составляет 128 кб/с. D-канал используется только для передачи управляющей информации. В режиме AO/DI (Always On/Dynamic ISDN) полоса 9,6 кбит/c D-канала используется в качестве постоянно включённого выделенного канала X.25, как правило, подключаемого к Интернет. При необходимости используемая для доступа к Интернет полоса расширяется путём включения одного или двух B-каналов. Этот режим, хотя и стандартизирован (под наименованием X.31), не нашёл широкого распространения. Для входящих соединений BRI поддерживается до 7 адресов (номеров), которые могут назначаться различными ISDN-устройствами, разделяющими одну абонентскую линию. Дополнительно обеспечивается режим совместимости с обычными, аналоговыми абонентскими устройствами — абонентское оборудование ISDN, как правило, допускает подключение таких устройств и позволяет им работать прозрачным образом. Интересным побочным эффектом такого «псевдоаналогового» режима работы стала возможность реализации симметричного модемного протокола X2 фирмы US Robotics, позволявшего передавать данные поверх линии ISDN в обе стороны на скорости 56 кбит/c.
Наиболее распространённый тип сигнализации — Digital Subscriber System No. 1 (DSS-1), также известный как Euro-ISDN.
Используется два магистральных режима портов BRI относительно станции или телефонов — S/ТЕ и NT. Режим S/ТЕ — порт эмулирует работу ISDN телефона, режим NT — эмулирует работу станции. Отдельное дополнение — использование ISDN-телефона с дополнительным питанием в этом режиме, так как стандартно не все порты (и карты HFC) дают питание по ISDN-шлейфу (англ. inline power).
Каждый из двух режимов может быть «точка-многоточка» (англ. point-to-multi-point, PTMP) он же MSN (англ. Multiple Subscriber Number), или «точка-точка» (англ. point-to-point, PTP). 

В первом режиме для поиска адресата назначения на шлейфе используются номера MSN, которые, как правило, совпадают с выделенными провайдером телефонии городскими номерами. Провайдер должен сообщить передаваемые им MSN. Иногда провайдер использует так называемые «технические номера» — промежуточные MSN. 

Во втором режиме BRI-порты могут объединяться в транк — условную магистраль, по которой передаваемые номера могут использоваться в многоканальном режиме.
ISDN-технология использует три основных типа интерфейса BRI: U, S и T.
- U interface[англ.] — одна витая пара, проложенная от коммутатора до абонента, работающая в полном или полудуплексе. К U-интерфейсу можно подключить только 1 устройство, называемое сетевым окончанием (англ. Network Termination, NT-1 или NT-2).
- S interface[англ.] (S0) и T interface[англ.] — два идентичных на физическом уровне интерфейса, который часто упоминается как S/T интерфейс. Используются две витые пары, передача и приём. Может быть обжата как в RJ-45, так и в RJ-11 разъем/кабель. К разъему S/T интерфейса можно подключить одним кабелем (шлейфом) по принципу шины до 8 ISDN устройств — телефонов, модемов, факсов, называемых TE1 (Terminal Equipment 1). Каждое устройство слушает запросы в шине и отвечает на привязанный к нему MSN. Принцип работы во многом похож на SCSI.
- NT-1, NT-2 — Network Termination, сетевое окончание. Преобразовывает одну пару U в один (NT-1) или два (NT-2) 2-парных S/T интерфейса (с раздельными парами для приёма и передачи). По сути, S и T — это одинаковые с виду интерфейсы, разница в том, что по S-интерфейсу можно подать питание для TE-устройств, например, телефонов, а по T — нет. Большинство NT-1 и NT-2 преобразователей умеют и то, и другое, поэтому интерфейсы чаще всего называют S/T.

## Интерфейс первичного уровня
(Primary Rate Interface, PRI) — используется для подключения к широкополосным магистралям, связывающим местные и центральные АТС или сетевые коммутаторы. Интерфейс первичного уровня объединяет:

• для стандарта E1 (распространён в Европе) 30 В-каналов и один D-канал 30B+D. Элементарные каналы PRI могут использоваться как для передачи данных, так и для передачи оцифрованного телефонного сигнала.

• для стандарта Т1 (распространен в Северной Америке и Японии, а также — в технологии DECT) 23 В-канала и один D-канал 23B+D.
Интерфейс первичного уровня (англ. Primary Rate Interface, PRI) — стандартный интерфейс сети ISDN, определяющий дисциплину подключения станций ISDN к широкополосным магистралям, связывающим местные и центральные АТС или сетевые коммутаторы. Интерфейс первичного уровня объединяет 23 В-канала и один D-канал для стандарта Т1 (23B + D=24*64=1536 [kBit/s]) или 30 В-каналов для голоса или данных, один D-канал для сигнализации и один Н-канал для служебных данных стандарта E1 (30B + D + Н=32*64=2048 [kBit/s]).

## Архитектура сети ISDN
Сеть ISDN состоит из следующих компонентов:
- сетевые терминальные устройства (NT, англ. Network Terminal Devices)
- линейные терминальные устройства (LT, англ. Line  Terminal Equipment)
- терминальные адаптеры (TA, англ. Terminal adapters)
- абонентские терминалы

Абонентские терминалы обеспечивают пользователям доступ к услугам сети. Существует два вида терминалов: TE1 (специализированные ISDN-терминалы), TE2 (неспециализированные терминалы). TE1 обеспечивает прямое подключение к сети ISDN, TE2 требуют использования терминальных адаптеров (TA).